# Traité de la mer de Timor
Pour les articles homonymes, voir Timor (homonymie).
Le Traité de la mer de Timor, officiellement Traité de la mer de Timor entre le Gouvernement du Timor oriental et le Gouvernement de l'Australie, est un traité bilatéral signé entre l'Australie et le Timor oriental à Dili le 20 mai 2002, jour de l'indépendance du Timor oriental. Il régit l'exploration de pétrole commune par les deux pays[Quoi ?] d'une partie de la mer du Timor, le Timor Gap. Les signataires du traité sont le Premier ministre australien d'alors, John Howard, et son homologue est-timorais, Mari Alkatiri.

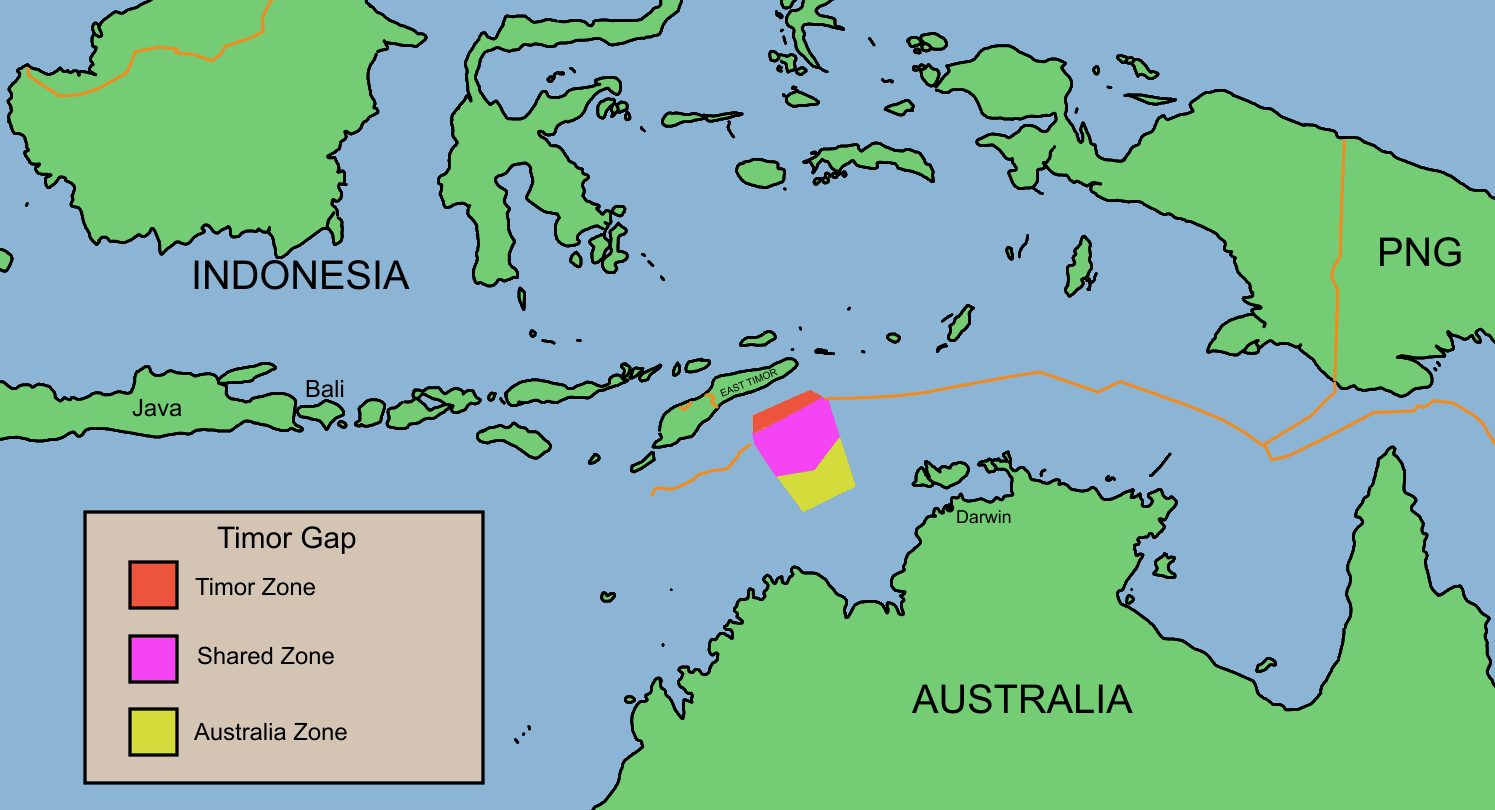
Zones du Timor Gap délimitées par le traité : en orange, la zone reconnue au Timor oriental ; en jaune, la zone australienne ; en rose, la zone d'exploitation conjointe.

Le traité est entré en vigueur le 2 avril 2003, à la suite de l'échange de notes diplomatiques, et ce avec effet rétroactif au 20 mai 2002. La durée prévue était de 30 ans, sauf accord intervenant entretemps sur la délimitation des frontières maritimes. Toutefois, après la signature ultérieure du traité relatif à certaines modalités maritimes dans la mer de Timor (CMATS), en 2007, la période de validité du traité de la mer de Timor a été prorogée jusqu'en 2057, pour coïncider avec la date de fin de validité du CMATS.
Le traité de la mer de Timor définit les modalités de partage des produits pétroliers découverts dans une zone convenue de fonds marins, appelée zone conjointe d'exploration pétrolière, sans se positionner sur les droits souverains des deux pays ni sur leurs frontières maritimes. Le traité prévoit expressément le droit à chacun des deux pays de revendiquer sa propriété de la zone conjointe.